# 장예은의 매직? 뮤직!
《배영서의 매직? 뮤직!》은 TBC Dream FM에서 매일 오후 8시에 방송 중인 대구 경북 지역 라디오 음악 예능 프로그램이다.

## DJ
- 1대 : 공태영 前 PD
- 2대 : 남유식 前 아나운서[1]
- 3대 : 김태준 前 아나운서[2]
- 4대 : 장예은 리포터 - 2020년 일자 미상 ~ 2025년 1월 31일
- 5대 : 이향원 아나운서 - 2025년 2월 1일 ~ 2025년 3월 21일
- 6대 : 배영서 리포터 - 2025년 3월 22일 ~ 현재

## 코너

### 방영 코너

#### 함께 나눠요
- 궁금해요
- 사연 & 신청곡

#### 매일 코너
- 오늘의 노래
- 현디의 Q&A
- 한 줄로 쓰는 엔딩곡

#### 요일 코너
- 금요일 : 이승우의 영화이야기
- 토요일 : 뮤직 플레이 리스트, 토요일의 콘서트
- 일요일 : 매직뮤직 K차트 TOP 40

### 종영 코너
- 월요일 : 선넘는 사람을 찾아라 With 김다은
- 화요일 : 문제를 만든 사람은 바로 너 With 이나래
- 수요일 : 랜덤코너 With 조수아
- 목요일 : 나만의 매직뮤직 With 장예은